# 2010-es IIHF divízió II-es jégkorong-világbajnokság
A 2010-es IIHF divízió II-es jégkorong-világbajnokság A csoportját Naucalpanban, Mexikóban, a B csoportját Narvában, Észtországban rendezték április 10. és 17. között. A vb-n 12 válogatott vett részt, két hatos csoportban.

## Résztvevők
A világbajnokságon az alábbi 6–6 válogatott vett részt.
A csoport
| Csapat        | Kvalifikáció módja                                                   |
| ------------- | -------------------------------------------------------------------- |
| Ausztrália    | Előző évben a divízió I A csoportjának 6. helyén végzett és kiesett. |
| Belgium       | Előző évben a divízió II B csoportjának 2. helyén végzett.           |
| Spanyolország | Előző évben a divízió II B csoportjának 3. helyén végzett.           |
| Bulgária      | Előző évben a divízió II B csoportjának 4. helyén végzett.           |
| Mexikó        | Rendező, előző évben a divízió II B csoportjának 5. helyén végzett.  |
| Törökország   | Előző évben a divízió III 2. helyén végzett és feljutott.            |

B csoport
| Csapat     | Kvalifikáció módja                                                   |
| ---------- | -------------------------------------------------------------------- |
| Románia    | Előző évben a divízió I B csoportjának 6. helyén végzett és kiesett. |
| Észtország | Rendező, előző évben a divízió II A csoportjának 2. helyén végzett.  |
| Kína       | előző évben a divízió II B csoportjának 3. helyén végzett.           |
| Izland     | Előző évben a divízió II A csoportjának 4. helyén végzett.           |
| Izrael     | Előző évben a divízió II B csoportjának 5. helyén végzett.           |
| Új-Zéland  | előző évben a divízió III 1. helyén végzett és feljutott.            |

## Eredmények
| Jelmagyarázat             |
| ------------------------- |
| Feljutott a divízió I-be. |
| Kiesett a divízió III-ba. |

### A csoport
| Nemzet        | M | Gy | HGy | HV | V | G+ | G- | Gk  | P  |
| ------------- | - | -- | --- | -- | - | -- | -- | --- | -- |
| Spanyolország | 5 | 5  | 0   | 0  | 0 | 35 | 7  | +28 | 15 |
| Ausztrália    | 5 | 4  | 0   | 0  | 1 | 31 | 15 | +16 | 12 |
| Belgium       | 5 | 3  | 0   | 0  | 2 | 26 | 18 | +8  | 9  |
| Bulgária      | 5 | 2  | 0   | 0  | 3 | 28 | 31 | –3  | 6  |
| Mexikó        | 5 | 1  | 0   | 0  | 4 | 17 | 21 | –4  | 3  |
| Törökország   | 5 | 0  | 0   | 0  | 5 | 8  | 53 | –45 | 0  |

| 2010. április 11. 13:00 | Spanyolország | 6–0 (2–0, 1–0, 3–0) | Ausztrália | Lomas Verdes Nézőszám: 640 |

| Jegyzőkönyv | Jegyzőkönyv   | Jegyzőkönyv | Jegyzőkönyv  | Jegyzőkönyv                 |
| --- | ------------- | ----------- | ------------ | --------------------------- |
| | Ander Alcaine | Kapusok     | Matthew Ezzy | Játékvezető: Shane Warschaw |
| \| 1:13 – Martin \| 1–0 \| \| \| 6:15 – Munoz (Barnola, Perez) (PP) \| 2–0 \| \| \| 28:01 – Munoz \| 3–0 \| \| \| 41:04 – Betran (Pedraz) \| 4–0 \| \| \| 46:53 – Munoz (Pedraz) \| 5–0 \| \| \| 52:14 – Munoz (Betran) \| 6–0 \| \| |               |             |              | Játékvezető: Shane Warschaw |
| 43 perc | Büntetések    | 20 perc     |              | Játékvezető: Shane Warschaw |
| 59 | Lövések       | 55          |              | Játékvezető: Shane Warschaw |
| 1:13 – Martin | 1–0           |             |              | Játékvezető: Shane Warschaw |
| 6:15 – Munoz (Barnola, Perez) (PP) | 2–0           |             |              | Játékvezető: Shane Warschaw |
| 28:01 – Munoz | 3–0           |             |              | Játékvezető: Shane Warschaw |
| 41:04 – Betran (Pedraz) | 4–0           |             |              |                             |
| 46:53 – Munoz (Pedraz) | 5–0           |             |              |                             |
| 52:14 – Munoz (Betran) | 6–0           |             |              |                             |

| 2010. április 11. 16:30 | Törökország | 3–12 (0–4, 2–2, 1–6) | Bulgária | Lomas Verdes Nézőszám: 750 |

| Jegyzőkönyv | Jegyzőkönyv            | Jegyzőkönyv                             | Jegyzőkönyv         | Jegyzőkönyv                 |
| --- | ---------------------- | --------------------------------------- | ------------------- | --------------------------- |
| | Baris Ucele Cagil Uyar | Kapusok                                 | Konstantin Mihaylov | Játékvezető: Kimmo Hokkanen |
| \| \| 0–1 \| 6:23 – Muhachov (Asenov) (PP) \| \| \| 0–2 \| 8:29 – Yotov (Muhachov) (PP) \| \| \| 0–3 \| 9:58 – Hadzhitonev (Boyadjiev) \| \| \| 0–4 \| 19:37 – Muhachov \| \| 25:50 – Ozmen (Coskun) \| 1–4 \| \| \| \| 1–5 \| 26:27 – Hadzhitonev (Boyadjiev) \| \| 37:40 – Ozturk (Yapicilar) (PP) \| 2–5 \| \| \| \| 2–6 \| 39:31 – Asenov (Yotov, Muhachov) \| \| 43:53 – Tasdemir (Baykan) \| 3–6 \| \| \| \| 3–7 \| 46:41 – Hadzhitonev (Boyadjiev, Giurov) \| \| \| 3–8 \| 49:34 – Yotov (Mladenov, Muhachov) \| \| \| 3–9 \| 52:29 – Slavchev \| \| \| 3–10 \| 57:30 – Boyadjiev \| \| \| 3–11 \| 59:09 – Morgunov (Muhachov) \| \| \| 3–12 \| 59:45 – Yotov (Muhachov, Morgunov) \| |                        |                                         |                     | Játékvezető: Kimmo Hokkanen |
| 22 perc | Büntetések             | 14 perc                                 |                     | Játékvezető: Kimmo Hokkanen |
| 81 | Lövések                | 71                                      |                     | Játékvezető: Kimmo Hokkanen |
| | 0–1                    | 6:23 – Muhachov (Asenov) (PP)           |                     | Játékvezető: Kimmo Hokkanen |
| | 0–2                    | 8:29 – Yotov (Muhachov) (PP)            |                     | Játékvezető: Kimmo Hokkanen |
| | 0–3                    | 9:58 – Hadzhitonev (Boyadjiev)          |                     | Játékvezető: Kimmo Hokkanen |
| | 0–4                    | 19:37 – Muhachov                        |                     |                             |
| 25:50 – Ozmen (Coskun) | 1–4                    |                                         |                     |                             |
| | 1–5                    | 26:27 – Hadzhitonev (Boyadjiev)         |                     |                             |
| 37:40 – Ozturk (Yapicilar) (PP) | 2–5                    |                                         |                     |                             |
| | 2–6                    | 39:31 – Asenov (Yotov, Muhachov)        |                     |                             |
| 43:53 – Tasdemir (Baykan) | 3–6                    |                                         |                     |                             |
| | 3–7                    | 46:41 – Hadzhitonev (Boyadjiev, Giurov) |                     |                             |
| | 3–8                    | 49:34 – Yotov (Mladenov, Muhachov)      |                     |                             |
| | 3–9                    | 52:29 – Slavchev                        |                     |                             |
| | 3–10                   | 57:30 – Boyadjiev                       |                     |                             |
| | 3–11                   | 59:09 – Morgunov (Muhachov)             |                     |                             |
| | 3–12                   | 59:45 – Yotov (Muhachov, Morgunov)      |                     |                             |

| 2010. április 11. 20:00 | Belgium | 5–2 (2–1, 2–0, 1–1) | Mexikó | Lomas Verdes Nézőszám: 2400 |

| Jegyzőkönyv | Jegyzőkönyv                       | Jegyzőkönyv                     | Jegyzőkönyv        | Jegyzőkönyv                   |
| --- | --------------------------------- | ------------------------------- | ------------------ | ----------------------------- |
| | Bjorn Steijlen Kevin van Looveren | Kapusok                         | Andres de la Garma | Játékvezető: Graham Skilliter |
| \| 0:36 – M. Morgan (V. Morgan, Peussens) \| 1–0 \| \| \| 1:24 – V. Camelbeeck (Kolodziejczyk) \| 2–0 \| \| \| \| 2–1 \| 7:16 – Cervantes (Arroyo) (PP2) \| \| 36:57 – Peussens (M. Morgan, V. Morgan) \| 3–1 \| \| \| 38:08 – Gyesbreghs (Engelen) \| 4–1 \| \| \| \| 4–2 \| 44:16 – Ortega (Sierra) \| \| 48:28 – van Buren (V. Camelbeeck) \| 5–2 \| \| |                                   |                                 |                    | Játékvezető: Graham Skilliter |
| 30 perc | Büntetések                        | 12 perc                         |                    | Játékvezető: Graham Skilliter |
| 47 | Lövések                           | 47                              |                    | Játékvezető: Graham Skilliter |
| 0:36 – M. Morgan (V. Morgan, Peussens) | 1–0                               |                                 |                    | Játékvezető: Graham Skilliter |
| 1:24 – V. Camelbeeck (Kolodziejczyk) | 2–0                               |                                 |                    | Játékvezető: Graham Skilliter |
| | 2–1                               | 7:16 – Cervantes (Arroyo) (PP2) |                    | Játékvezető: Graham Skilliter |
| 36:57 – Peussens (M. Morgan, V. Morgan) | 3–1                               |                                 |                    |                               |
| 38:08 – Gyesbreghs (Engelen) | 4–1                               |                                 |                    |                               |
| | 4–2                               | 44:16 – Ortega (Sierra)         |                    |                               |
| 48:28 – van Buren (V. Camelbeeck) | 5–2                               |                                 |                    |                               |

| 2010. április 12. 13:00 | Ausztrália | 11–4 (3–0, 6–3, 2–1) | Bulgária | Lomas Verdes Nézőszám: 100 |

| Jegyzőkönyv | Jegyzőkönyv    | Jegyzőkönyv                             | Jegyzőkönyv                       | Jegyzőkönyv               |
| --- | -------------- | --------------------------------------- | --------------------------------- | ------------------------- |
| | Anthony Kimlin | Kapusok                                 | Todor Petkov, Konstantin Mihaylov | Játékvezető: Igor Dremelj |
| \| 5:34 – Darge (Powell) (PP) \| 1–0 \| \| \| 5:56 – T. Stephenson (Villani, S. Stephenson) \| 2–0 \| \| \| 12:57 – Webster (Wilson, Franchini) (PP) \| 3–0 \| \| \| 24:09 – Darge (Franchini) \| 4–0 \| \| \| 26:45 – Webster \| 5–0 \| \| \| 27:41 – Darge (Wilson, Powell) \| 6–0 \| \| \| 28:39 – Bourke (Beaton, Delsar) \| 7–0 \| \| \| \| 7–1 \| 29:39 – Yotov (Stefanov) \| \| 33:17 – Webster (Starke, Wilson) (PP2) \| 8–1 \| \| \| \| 8–2 \| 33:44 – Muhachov (Yotov, Morgunov) (SH) \| \| 35:23 – Beaton (Delsar, Bourke) (PP) \| 9–2 \| \| \| \| 9–3 \| 36:49 – Boyadjiev (Mladenov, Vasilev) \| \| 42:03 – Franchini (Darge, Powell) \| 10–3 \| \| \| \| 10–4 \| 51:39 – Muhachov (Yotov, Stoev) \| \| 54:30 – Oddy (Sekura, Webster) \| 11–4 \| \| |                |                                         |                                   | Játékvezető: Igor Dremelj |
| 16 perc | Büntetések     | 34 perc                                 |                                   | Játékvezető: Igor Dremelj |
| 67 | Lövések        | 38                                      |                                   | Játékvezető: Igor Dremelj |
| 5:34 – Darge (Powell) (PP) | 1–0            |                                         |                                   | Játékvezető: Igor Dremelj |
| 5:56 – T. Stephenson (Villani, S. Stephenson) | 2–0            |                                         |                                   | Játékvezető: Igor Dremelj |
| 12:57 – Webster (Wilson, Franchini) (PP) | 3–0            |                                         |                                   | Játékvezető: Igor Dremelj |
| 24:09 – Darge (Franchini) | 4–0            |                                         |                                   |                           |
| 26:45 – Webster | 5–0            |                                         |                                   |                           |
| 27:41 – Darge (Wilson, Powell) | 6–0            |                                         |                                   |                           |
| 28:39 – Bourke (Beaton, Delsar) | 7–0            |                                         |                                   |                           |
| | 7–1            | 29:39 – Yotov (Stefanov)                |                                   |                           |
| 33:17 – Webster (Starke, Wilson) (PP2) | 8–1            |                                         |                                   |                           |
| | 8–2            | 33:44 – Muhachov (Yotov, Morgunov) (SH) |                                   |                           |
| 35:23 – Beaton (Delsar, Bourke) (PP) | 9–2            |                                         |                                   |                           |
| | 9–3            | 36:49 – Boyadjiev (Mladenov, Vasilev)   |                                   |                           |
| 42:03 – Franchini (Darge, Powell) | 10–3           |                                         |                                   |                           |
| | 10–4           | 51:39 – Muhachov (Yotov, Stoev)         |                                   |                           |
| 54:30 – Oddy (Sekura, Webster) | 11–4           |                                         |                                   |                           |

| 2010. április 12. 16:30 | Belgium | 1–6 (0–0, 1–2, 0–4) | Spanyolország | Lomas Verdes Nézőszám: 200 |

| Jegyzőkönyv | Jegyzőkönyv                       | Jegyzőkönyv                            | Jegyzőkönyv   | Jegyzőkönyv                 |
| --- | --------------------------------- | -------------------------------------- | ------------- | --------------------------- |
| | Bjorn Steijlen Kevin van Looveren | Kapusok                                | Ander Alcaine | Játékvezető: Kimmo Hokkanen |
| \| \| 0–1 \| 22:05 – Betran (J. Munoz, Pedraz) \| \| 26:07 – van Buren (Steijnen, Gyesbreghs) (PP) \| 1–1 \| \| \| \| 1–2 \| 31:42 – Parra (Perez) (PP) \| \| \| 1–3 \| 50:31 – J. Munoz \| \| \| 1–4 \| 54:19 – J. Munoz (Pedraz) \| \| \| 1–5 \| 54:51 – Echevarria (Brabo) \| \| \| 1–6 \| 56:52 – Pedraz (Betran, J. Munoz) (PP) \| |                                   |                                        |               | Játékvezető: Kimmo Hokkanen |
| 46 perc | Büntetések                        | 12 perc                                |               | Játékvezető: Kimmo Hokkanen |
| 25 | Lövések                           | 36                                     |               | Játékvezető: Kimmo Hokkanen |
| | 0–1                               | 22:05 – Betran (J. Munoz, Pedraz)      |               | Játékvezető: Kimmo Hokkanen |
| 26:07 – van Buren (Steijnen, Gyesbreghs) (PP) | 1–1                               |                                        |               | Játékvezető: Kimmo Hokkanen |
| | 1–2                               | 31:42 – Parra (Perez) (PP)             |               | Játékvezető: Kimmo Hokkanen |
| | 1–3                               | 50:31 – J. Munoz                       |               |                             |
| | 1–4                               | 54:19 – J. Munoz (Pedraz)              |               |                             |
| | 1–5                               | 54:51 – Echevarria (Brabo)             |               |                             |
| | 1–6                               | 56:52 – Pedraz (Betran, J. Munoz) (PP) |               |                             |

| 2010. április 12. 20:00 | Mexikó | 9–2 (2–1, 3–1, 4–0) | Törökország | Lomas Verdes Nézőszám: 1000 |

| Jegyzőkönyv | Jegyzőkönyv     | Jegyzőkönyv                          | Jegyzőkönyv | Jegyzőkönyv                 |
| --- | --------------- | ------------------------------------ | ----------- | --------------------------- |
| | Alfonso de Alba | Kapusok                              | Baris Ucele | Játékvezető: Shane Warschaw |
| \| 15:20 – Chabat (Arroyo, Ugarte) (PP) \| 1–0 \| \| \| \| 1–1 \| 17:19 – Akturk (Kosemen, Solak) (PP) \| \| 18:25 – Cervantes (PP) \| 2–1 \| \| \| 21:07 – Ortega (Arroyo) (PP) \| 3–1 \| \| \| 24:49 – Cervantes (Arroyo) (PP2) \| 4–1 \| \| \| 29:49 – Sierra (de la Vega) (PP2) \| 5–1 \| \| \| \| 5–2 \| 35:24 – Tasdemir (Coskun) (PP) \| \| 47:25 – Arroyo (de la Vega, Ugarte) (PP) \| 6–2 \| \| \| 57:10 – Cervantes (Chabat) \| 7–2 \| \| \| 57:27 – Arroyo (Sierra) \| 8–2 \| \| \| 57:35 – Ortega (Arroyo, Sierra) \| 9–2 \| \| |                 |                                      |             | Játékvezető: Shane Warschaw |
| 32 perc | Büntetések      | 104 perc                             |             | Játékvezető: Shane Warschaw |
| 47 | Lövések         | 26                                   |             | Játékvezető: Shane Warschaw |
| 15:20 – Chabat (Arroyo, Ugarte) (PP) | 1–0             |                                      |             | Játékvezető: Shane Warschaw |
| | 1–1             | 17:19 – Akturk (Kosemen, Solak) (PP) |             | Játékvezető: Shane Warschaw |
| 18:25 – Cervantes (PP) | 2–1             |                                      |             | Játékvezető: Shane Warschaw |
| 21:07 – Ortega (Arroyo) (PP) | 3–1             |                                      |             |                             |
| 24:49 – Cervantes (Arroyo) (PP2) | 4–1             |                                      |             |                             |
| 29:49 – Sierra (de la Vega) (PP2) | 5–1             |                                      |             |                             |
| | 5–2             | 35:24 – Tasdemir (Coskun) (PP)       |             |                             |
| 47:25 – Arroyo (de la Vega, Ugarte) (PP) | 6–2             |                                      |             |                             |
| 57:10 – Cervantes (Chabat) | 7–2             |                                      |             |                             |
| 57:27 – Arroyo (Sierra) | 8–2             |                                      |             |                             |
| 57:35 – Ortega (Arroyo, Sierra) | 9–2             |                                      |             |                             |

| 2010. április 14. 13:00 | Belgium | 13–1 (3–1, 6–0, 4–0) | Törökország | Lomas Verdes Nézőszám: 100 |

| Jegyzőkönyv | Jegyzőkönyv        | Jegyzőkönyv            | Jegyzőkönyv | Jegyzőkönyv                 |
| --- | ------------------ | ---------------------- | ----------- | --------------------------- |
| | Kevin van Looveren | Kapusok                | Baris Ucele | Játékvezető: Kimmo Hokkanen |
| \| 1:58 – Raekelboom (Camelbeeck, van Buren) (PP) \| 1–0 \| \| \| 11:52 – Vercammen \| 2–0 \| \| \| \| 2–1 \| 13:30 – Gumus (Ozturk) \| \| 15:34 – V. Morgan (Lipsonen, Peussens) \| 3–1 \| \| \| 20:26 – M. Morgan (V. Morgan, Peussens) \| 4–1 \| \| \| 24:21 – M. Morgan (Peussens, Lipsonen) \| 5–1 \| \| \| 25:29 – van Buren (Steijnen, Kolodziejczyk) \| 6–1 \| \| \| 29:16 – van Buren (Camelbeeck, Raekelboom) \| 7–1 \| \| \| 31:07 – Vroemans (Peussens, van Buren) (PP) \| 8–1 \| \| \| 34:27 – Steijnen (Camelbeeck, Vos) (PP) \| 9–1 \| \| \| 45:07 – M. Morgan (V. Morgan, Peussens) \| 10–1 \| \| \| 46:05 – Kolodziejczyk (Steijnen) \| 11–1 \| \| \| 51:32 – Lipsonen (M. Morgan, V. Morgan) (PP) \| 12–1 \| \| \| 53:40 – Raekelboom (Steijnen, van Buren) (PP) \| 13–1 \| \| |                    |                        |             | Játékvezető: Kimmo Hokkanen |
| 8 perc | Büntetések         | 34 perc                |             | Játékvezető: Kimmo Hokkanen |
| 73 | Lövések            | 14                     |             | Játékvezető: Kimmo Hokkanen |
| 1:58 – Raekelboom (Camelbeeck, van Buren) (PP) | 1–0                |                        |             | Játékvezető: Kimmo Hokkanen |
| 11:52 – Vercammen | 2–0                |                        |             | Játékvezető: Kimmo Hokkanen |
| | 2–1                | 13:30 – Gumus (Ozturk) |             | Játékvezető: Kimmo Hokkanen |
| 15:34 – V. Morgan (Lipsonen, Peussens) | 3–1                |                        |             |                             |
| 20:26 – M. Morgan (V. Morgan, Peussens) | 4–1                |                        |             |                             |
| 24:21 – M. Morgan (Peussens, Lipsonen) | 5–1                |                        |             |                             |
| 25:29 – van Buren (Steijnen, Kolodziejczyk) | 6–1                |                        |             |                             |
| 29:16 – van Buren (Camelbeeck, Raekelboom) | 7–1                |                        |             |                             |
| 31:07 – Vroemans (Peussens, van Buren) (PP) | 8–1                |                        |             |                             |
| 34:27 – Steijnen (Camelbeeck, Vos) (PP) | 9–1                |                        |             |                             |
| 45:07 – M. Morgan (V. Morgan, Peussens) | 10–1               |                        |             |                             |
| 46:05 – Kolodziejczyk (Steijnen) | 11–1               |                        |             |                             |
| 51:32 – Lipsonen (M. Morgan, V. Morgan) (PP) | 12–1               |                        |             |                             |
| 53:40 – Raekelboom (Steijnen, van Buren) (PP) | 13–1               |                        |             |                             |

| 2010. április 14. 16:30 | Spanyolország | 10–3 (3–2, 1–0, 6–1) | Bulgária | Lomas Verdes Nézőszám: 200 |

| Jegyzőkönyv | Jegyzőkönyv   | Jegyzőkönyv                           | Jegyzőkönyv         | Jegyzőkönyv                   |
| --- | ------------- | ------------------------------------- | ------------------- | ----------------------------- |
| | Ander Alcaine | Kapusok                               | Konstantin Mihaylov | Játékvezető: Graham Skilliter |
| \| 4:35 – J. Munoz (Pedraz, Boronat) (PP) \| 1–0 \| \| \| \| 1–1 \| 16:21 – Yotov (Stefanov) \| \| \| 1–2 \| 17:13 – Asenov (Muhachov, Yotov) (PP) \| \| 17:29 – P. Munoz (Echevarria, Barnola) \| 2–2 \| \| \| 18:46 – Pedraz (J. Munoz, Betran) \| 3–2 \| \| \| 28:25 – Barnola (Brabo, Echevarria) \| 4–2 \| \| \| 47:38 – P. Munoz (Echevarria, Barnola) \| 5–2 \| \| \| \| 5–3 \| 49:15 – Muhachov \| \| 51:35 – Parra (J. Munoz) \| 6–3 \| \| \| 56:30 – Echevarria (P. Munoz, Barnola) (PP) \| 7–3 \| \| \| 58:44 – Parra (Betran, J. Munoz) (SH) \| 8–3 \| \| \| 58:58 – Ribot-Tona \| 9–3 \| \| \| 59:47 – Parra (PS) \| 10–3 \| \| |               |                                       |                     | Játékvezető: Graham Skilliter |
| 30 perc | Büntetések    | 26 perc                               |                     | Játékvezető: Graham Skilliter |
| 68 | Lövések       | 21                                    |                     | Játékvezető: Graham Skilliter |
| 4:35 – J. Munoz (Pedraz, Boronat) (PP) | 1–0           |                                       |                     | Játékvezető: Graham Skilliter |
| | 1–1           | 16:21 – Yotov (Stefanov)              |                     | Játékvezető: Graham Skilliter |
| | 1–2           | 17:13 – Asenov (Muhachov, Yotov) (PP) |                     | Játékvezető: Graham Skilliter |
| 17:29 – P. Munoz (Echevarria, Barnola) | 2–2           |                                       |                     |                               |
| 18:46 – Pedraz (J. Munoz, Betran) | 3–2           |                                       |                     |                               |
| 28:25 – Barnola (Brabo, Echevarria) | 4–2           |                                       |                     |                               |
| 47:38 – P. Munoz (Echevarria, Barnola) | 5–2           |                                       |                     |                               |
| | 5–3           | 49:15 – Muhachov                      |                     |                               |
| 51:35 – Parra (J. Munoz) | 6–3           |                                       |                     |                               |
| 56:30 – Echevarria (P. Munoz, Barnola) (PP) | 7–3           |                                       |                     |                               |
| 58:44 – Parra (Betran, J. Munoz) (SH) | 8–3           |                                       |                     |                               |
| 58:58 – Ribot-Tona | 9–3           |                                       |                     |                               |
| 59:47 – Parra (PS) | 10–3          |                                       |                     |                               |

| 2010. április 14. 20:00 | Ausztrália | 5–2 (3–1, 0–0, 2–1) | Mexikó | Lomas Verdes Nézőszám: 2000 |

| Jegyzőkönyv | Jegyzőkönyv  | Jegyzőkönyv                              | Jegyzőkönyv     | Jegyzőkönyv               |
| --- | ------------ | ---------------------------------------- | --------------- | ------------------------- |
| | Matthew Ezzy | Kapusok                                  | Alfonso de Alba | Játékvezető: Igor Dremelj |
| \| 4:54 – Oddy (Wilson) (PP) \| 1–0 \| \| \| 11:51 – Peterson (Powell) \| 2–0 \| \| \| \| 2–1 \| 15:05 – Glennie (Cervantes, Ugarte) (PP) \| \| 16:25 – Huxley (Oddy) \| 3–1 \| \| \| \| 3–2 \| 48:47 – Arroyo (M. Sierra, Rosette) \| \| 50:37 – Webster \| 4–2 \| \| \| 55:32 – Darge (Powell, Franchini) \| 5–2 \| \| |              |                                          |                 | Játékvezető: Igor Dremelj |
| 18 perc | Büntetések   | 24 perc                                  |                 | Játékvezető: Igor Dremelj |
| 24 | Lövések      | 37                                       |                 | Játékvezető: Igor Dremelj |
| 4:54 – Oddy (Wilson) (PP) | 1–0          |                                          |                 | Játékvezető: Igor Dremelj |
| 11:51 – Peterson (Powell) | 2–0          |                                          |                 | Játékvezető: Igor Dremelj |
| | 2–1          | 15:05 – Glennie (Cervantes, Ugarte) (PP) |                 | Játékvezető: Igor Dremelj |
| 16:25 – Huxley (Oddy) | 3–1          |                                          |                 |                           |
| | 3–2          | 48:47 – Arroyo (M. Sierra, Rosette)      |                 |                           |
| 50:37 – Webster | 4–2          |                                          |                 |                           |
| 55:32 – Darge (Powell, Franchini) | 5–2          |                                          |                 |                           |

| 2010. április 16. 13:00 | Bulgária | 4–5 (1–3, 3–1, 0–1) | Belgium | Lomas Verdes Nézőszám: 150 |

| Jegyzőkönyv | Jegyzőkönyv         | Jegyzőkönyv                                    | Jegyzőkönyv        | Jegyzőkönyv               |
| --- | ------------------- | ---------------------------------------------- | ------------------ | ------------------------- |
| | Konstantin Mihyalov | Kapusok                                        | Kevin van Looveren | Játékvezető: Igor Dremelj |
| \| \| 0–1 \| 6:48 – van Buren (Steijnen, Raekelboom) \| \| \| 0–2 \| 10:06 – Gyesbreghs (M. Morgan, V. Morgan) (PP) \| \| 17:39 – Yotov \| 1–2 \| \| \| \| 1–3 \| 18:11 – van Buren (Steijnen, Raekelboom) \| \| 27:35 – Yotov (Muhachov, Morgunov) (PP) \| 2–3 \| \| \| 34:05 – Asenov (Yotov, Muhachov) (PP) \| 3–3 \| \| \| \| 3–4 \| 36:06 – van Buren \| \| 38:31 – Muhachov \| 4–4 \| \| \| \| 4–5 \| 53:08 – M. Morgan (V. Morgan, Paulus) (PP) \| |                     |                                                |                    | Játékvezető: Igor Dremelj |
| 51 perc | Büntetések          | 12 perc                                        |                    | Játékvezető: Igor Dremelj |
| 15 | Lövések             | 51                                             |                    | Játékvezető: Igor Dremelj |
| | 0–1                 | 6:48 – van Buren (Steijnen, Raekelboom)        |                    | Játékvezető: Igor Dremelj |
| | 0–2                 | 10:06 – Gyesbreghs (M. Morgan, V. Morgan) (PP) |                    | Játékvezető: Igor Dremelj |
| 17:39 – Yotov | 1–2                 |                                                |                    | Játékvezető: Igor Dremelj |
| | 1–3                 | 18:11 – van Buren (Steijnen, Raekelboom)       |                    |                           |
| 27:35 – Yotov (Muhachov, Morgunov) (PP) | 2–3                 |                                                |                    |                           |
| 34:05 – Asenov (Yotov, Muhachov) (PP) | 3–3                 |                                                |                    |                           |
| | 3–4                 | 36:06 – van Buren                              |                    |                           |
| 38:31 – Muhachov | 4–4                 |                                                |                    |                           |
| | 4–5                 | 53:08 – M. Morgan (V. Morgan, Paulus) (PP)     |                    |                           |

| 2010. április 16. 16:30 | Törökország | 1–10 (0–3, 0–4, 1–3) | Ausztrália | Lomas Verdes Nézőszám: 500 |

| Jegyzőkönyv | Jegyzőkönyv | Jegyzőkönyv                                        | Jegyzőkönyv    | Jegyzőkönyv                   |
| --- | ----------- | -------------------------------------------------- | -------------- | ----------------------------- |
| | Baris Ucele | Kapusok                                            | Anthony Kimlin | Játékvezető: Graham Skilliter |
| \| \| 0–1 \| 0:55 – Webster (Oddy) \| \| \| 0–2 \| 7:26 – Powell (Franchini, Peterson) \| \| \| 0–3 \| 11:54 – Webster (Oddy, Huxley) \| \| \| 0–4 \| 21:42 – Webster (Wilson) \| \| \| 0–5 \| 22:58 – Wilson (S. Stephenson, T. Stephenson) (PP) \| \| \| 0–6 \| 29:43 – S. Stephenson (Beaton, T. Stephenson) \| \| \| 0–7 \| 34:19 – Powell (S. Stephenson, Huxley) \| \| \| 0–8 \| 45:21 – Bourke (SH) \| \| 49:32 – Gumus (PP) \| 1–8 \| \| \| \| 1–9 \| 54:19 – Delsar (Beaton, Price) (PP) \| \| \| 1–10 \| 59:40 – Bourke \| |             |                                                    |                | Játékvezető: Graham Skilliter |
| 14 perc | Büntetések  | 18 perc                                            |                | Játékvezető: Graham Skilliter |
| 22 | Lövések     | 49                                                 |                | Játékvezető: Graham Skilliter |
| | 0–1         | 0:55 – Webster (Oddy)                              |                | Játékvezető: Graham Skilliter |
| | 0–2         | 7:26 – Powell (Franchini, Peterson)                |                | Játékvezető: Graham Skilliter |
| | 0–3         | 11:54 – Webster (Oddy, Huxley)                     |                | Játékvezető: Graham Skilliter |
| | 0–4         | 21:42 – Webster (Wilson)                           |                |                               |
| | 0–5         | 22:58 – Wilson (S. Stephenson, T. Stephenson) (PP) |                |                               |
| | 0–6         | 29:43 – S. Stephenson (Beaton, T. Stephenson)      |                |                               |
| | 0–7         | 34:19 – Powell (S. Stephenson, Huxley)             |                |                               |
| | 0–8         | 45:21 – Bourke (SH)                                |                |                               |
| 49:32 – Gumus (PP) | 1–8         |                                                    |                |                               |
| | 1–9         | 54:19 – Delsar (Beaton, Price) (PP)                |                |                               |
| | 1–10        | 59:40 – Bourke                                     |                |                               |

| 2010. április 16. 20:00 | Mexikó | 2–4 (0–1, 1–1, 1–2) | Spanyolország | Lomas Verdes Nézőszám: 3000 |

| Jegyzőkönyv | Jegyzőkönyv        | Jegyzőkönyv                | Jegyzőkönyv   | Jegyzőkönyv                 |
| --- | ------------------ | -------------------------- | ------------- | --------------------------- |
| | Andres de la Garma | Kapusok                    | Ander Alcaine | Játékvezető: Shane Warschaw |
| \| \| 0–1 \| 6:58 – Brabo (Martin) (PP) \| \| \| 0–2 \| Munoz (Betran, Pedraz) \| \| 39:40 – Ugarte (Cervantes, Arroyo) (PP) \| 1–2 \| \| \| 45:07 – Ortega \| 2–2 \| \| \| \| 2–3 \| 51:26 – Perez (Martin) \| \| \| 2–4 \| 59:54 – Martin (EN) \| |                    |                            |               | Játékvezető: Shane Warschaw |
| 16 perc | Büntetések         | 68 perc                    |               | Játékvezető: Shane Warschaw |
| 35 | Lövések            | 26                         |               | Játékvezető: Shane Warschaw |
| | 0–1                | 6:58 – Brabo (Martin) (PP) |               | Játékvezető: Shane Warschaw |
| | 0–2                | Munoz (Betran, Pedraz)     |               | Játékvezető: Shane Warschaw |
| 39:40 – Ugarte (Cervantes, Arroyo) (PP) | 1–2                |                            |               | Játékvezető: Shane Warschaw |
| 45:07 – Ortega | 2–2                |                            |               |                             |
| | 2–3                | 51:26 – Perez (Martin)     |               |                             |
| | 2–4                | 59:54 – Martin (EN)        |               |                             |

| 2010. április 17. 13:00 | Ausztrália | 5–2 (3–1, 2–0, 0–1) | Belgium | Lomas Verdes Nézőszám: 200 |

| Jegyzőkönyv | Jegyzőkönyv  | Jegyzőkönyv                    | Jegyzőkönyv        | Jegyzőkönyv                    |
| --- | ------------ | ------------------------------ | ------------------ | ------------------------------ |
| | Matthew Ezzy | Kapusok                        | Kevin van Looveren | Játékvezető: Graham Skillitier |
| \| 3:45 – T. Stephenson (S. Stephenson, Villani) \| 1–0 \| \| \| 5:53 – Sekura (Oddy, Webster) (PP) \| 2–0 \| \| \| 10:21 – Franchini (Darge, Powell) \| 3–0 \| \| \| \| 3–1 \| 13:13 – V. Morgan (Engelen) \| \| 29:02 – T. Stephenson (S. Stephenson, Villani) \| 4–1 \| \| \| 32:02 – T. Stephenson (Manco) \| 5–1 \| \| \| \| 5–2 \| 54:36 – M. Morgan (Gyesbreghs) \| |              |                                |                    | Játékvezető: Graham Skillitier |
| 6 perc | Büntetések   | 4 perc                         |                    | Játékvezető: Graham Skillitier |
| 37 | Lövések      | 54                             |                    | Játékvezető: Graham Skillitier |
| 3:45 – T. Stephenson (S. Stephenson, Villani) | 1–0          |                                |                    | Játékvezető: Graham Skillitier |
| 5:53 – Sekura (Oddy, Webster) (PP) | 2–0          |                                |                    | Játékvezető: Graham Skillitier |
| 10:21 – Franchini (Darge, Powell) | 3–0          |                                |                    | Játékvezető: Graham Skillitier |
| | 3–1          | 13:13 – V. Morgan (Engelen)    |                    |                                |
| 29:02 – T. Stephenson (S. Stephenson, Villani) | 4–1          |                                |                    |                                |
| 32:02 – T. Stephenson (Manco) | 5–1          |                                |                    |                                |
| | 5–2          | 54:36 – M. Morgan (Gyesbreghs) |                    |                                |

| 2010. április 17. 16:30 | Spanyolország | 9–1 (6–0, 1–0, 2–1) | Törökország | Lomas Verdes Nézőszám: 500 |

| Jegyzőkönyv | Jegyzőkönyv      | Jegyzőkönyv                   | Jegyzőkönyv | Jegyzőkönyv               |
| --- | ---------------- | ----------------------------- | ----------- | ------------------------- |
| | Jose Luis Alonso | Kapusok                       | Baris Ucele | Játékvezető: Igor Dremelj |
| \| 7:42 – Betran (Munoz, Pedraz) \| 1–0 \| \| \| 8:19 – Perez (Martin, Brabo) \| 2–0 \| \| \| 8:49 – Valle (Matrin, Perez) \| 3–0 \| \| \| 10:19 – Munoz (Pedraz, Parra) \| 4–0 \| \| \| 14:51 – Boronat (Ribot-Tona, Vazquez) \| 5–0 \| \| \| 16:08 – Munoz (Echevarria, Roshchyn) \| 6–0 \| \| \| 34:33 – Munoz (Pedraz, Boronat) \| 7–0 \| \| \| \| 7–1 \| 44:24 – Solak (Halil, Aktepe) \| \| 44:57 – Munoz (Pedraz, Betran) \| 8–1 \| \| \| 54:43 – Boronat (Vazquez) \| 9–1 \| \| |                  |                               |             | Játékvezető: Igor Dremelj |
| 8 perc | Büntetések       | 16 perc                       |             | Játékvezető: Igor Dremelj |
| 56 | Lövések          | 28                            |             | Játékvezető: Igor Dremelj |
| 7:42 – Betran (Munoz, Pedraz) | 1–0              |                               |             | Játékvezető: Igor Dremelj |
| 8:19 – Perez (Martin, Brabo) | 2–0              |                               |             | Játékvezető: Igor Dremelj |
| 8:49 – Valle (Matrin, Perez) | 3–0              |                               |             | Játékvezető: Igor Dremelj |
| 10:19 – Munoz (Pedraz, Parra) | 4–0              |                               |             |                           |
| 14:51 – Boronat (Ribot-Tona, Vazquez) | 5–0              |                               |             |                           |
| 16:08 – Munoz (Echevarria, Roshchyn) | 6–0              |                               |             |                           |
| 34:33 – Munoz (Pedraz, Boronat) | 7–0              |                               |             |                           |
| | 7–1              | 44:24 – Solak (Halil, Aktepe) |             |                           |
| 44:57 – Munoz (Pedraz, Betran) | 8–1              |                               |             |                           |
| 54:43 – Boronat (Vazquez) | 9–1              |                               |             |                           |

| 2010. április 17. 20:00 | Bulgária | 5–2 (4–1, 0–0, 1–1) | Mexikó | Lomas Verdes Nézőszám: 3000 |

| Jegyzőkönyv | Jegyzőkönyv         | Jegyzőkönyv                        | Jegyzőkönyv        | Jegyzőkönyv                 |
| --- | ------------------- | ---------------------------------- | ------------------ | --------------------------- |
| | Konstantin Mihaylov | Kapusok                            | Andres de la Garma | Játékvezető: Kimmo Hokkanen |
| \| \| 0–1 \| 5:08 – Arroyo (Ortega, Miller) \| \| 6:29 – Yotov (Kanchev) \| 1–1 \| \| \| 12:29 – Asenov (Vasilev, Yotov) (PP) \| 2–1 \| \| \| 15:03 – Muhachov (Yotov, Asenov) \| 3–1 \| \| \| 19:46 – Boyadjiev (Hadzhitonev) \| 4–1 \| \| \| \| 4–2 \| 48:20 – Arroyo (Ortega, M. Sierra) \| \| 59:24 – Slavchev (EN) \| 5–2 \| \| |                     |                                    |                    | Játékvezető: Kimmo Hokkanen |
| 16 perc | Büntetések          | 10 perc                            |                    | Játékvezető: Kimmo Hokkanen |
| 23 | Lövések             | 52                                 |                    | Játékvezető: Kimmo Hokkanen |
| | 0–1                 | 5:08 – Arroyo (Ortega, Miller)     |                    | Játékvezető: Kimmo Hokkanen |
| 6:29 – Yotov (Kanchev) | 1–1                 |                                    |                    | Játékvezető: Kimmo Hokkanen |
| 12:29 – Asenov (Vasilev, Yotov) (PP) | 2–1                 |                                    |                    | Játékvezető: Kimmo Hokkanen |
| 15:03 – Muhachov (Yotov, Asenov) | 3–1                 |                                    |                    |                             |
| 19:46 – Boyadjiev (Hadzhitonev) | 4–1                 |                                    |                    |                             |
| | 4–2                 | 48:20 – Arroyo (Ortega, M. Sierra) |                    |                             |
| 59:24 – Slavchev (EN) | 5–2                 |                                    |                    |                             |

### B csoport
| Nemzet     | M | Gy | HGy | HV | V | G+ | G- | Gk  | P  |
| ---------- | - | -- | --- | -- | - | -- | -- | --- | -- |
| Észtország | 5 | 5  | 0   | 0  | 0 | 62 | 5  | +57 | 15 |
| Románia    | 5 | 4  | 0   | 0  | 1 | 47 | 14 | +33 | 12 |
| Izland     | 5 | 3  | 0   | 0  | 2 | 16 | 18 | –2  | 9  |
| Új-Zéland  | 5 | 2  | 0   | 0  | 3 | 9  | 39 | –30 | 6  |
| Kína       | 5 | 1  | 0   | 0  | 4 | 12 | 26 | –15 | 3  |
| Izrael     | 5 | 0  | 0   | 0  | 5 | 11 | 55 | –44 | 0  |

| 2010. április 10. 13:00 | Új-Zéland | 1–3 (0–0, 0–2, 1–1) | Izland | Kreenholm Ice Hall Nézőszám: 128 |

| Jegyzőkönyv | Jegyzőkönyv  | Jegyzőkönyv                  | Jegyzőkönyv     | Jegyzőkönyv                  |
| --- | ------------ | ---------------------------- | --------------- | ---------------------------- |
| | Zak Nothling | Kapusok                      | Dennis Hedstrom | Játékvezető: Pawel Meszynski |
| \| \| 0–1 \| 24:54 – Magnusson (Gislason) \| \| \| 0–2 \| 33:37 – Jonsson (Alengaarde) \| \| 44:17 – Huber (SH) \| 1–2 \| \| \| \| 1–3 \| 57:32 – Magnusson \| |              |                              |                 | Játékvezető: Pawel Meszynski |
| 10 perc | Büntetések   | 14 perc                      |                 | Játékvezető: Pawel Meszynski |
| 29 | Lövések      | 38                           |                 | Játékvezető: Pawel Meszynski |
| | 0–1          | 24:54 – Magnusson (Gislason) |                 | Játékvezető: Pawel Meszynski |
| | 0–2          | 33:37 – Jonsson (Alengaarde) |                 | Játékvezető: Pawel Meszynski |
| 44:17 – Huber (SH) | 1–2          |                              |                 | Játékvezető: Pawel Meszynski |
| | 1–3          | 57:32 – Magnusson            |                 |                              |

| 2010. április 10. 16:30 | Kína | 3–4 (2–0, 1–1, 0–3) | Románia | Kreenholm Ice Hall Nézőszám: 253 |

| Jegyzőkönyv | Jegyzőkönyv | Jegyzőkönyv                       | Jegyzőkönyv            | Jegyzőkönyv                 |
| --- | ----------- | --------------------------------- | ---------------------- | --------------------------- |
| | Xue Liu     | Kapusok                           | Adrian Catrinoi Cornea | Játékvezető: Ruud van Baast |
| \| 4:10 – Fu (Chen, Yin) (PP) \| 1–0 \| \| \| 11:49 – Jiang (Cui, Fu) \| 2–0 \| \| \| 22:06 – Chen (Cui, Fu) (PP) \| 3–0 \| \| \| \| 3–1 \| 33:38 – C. Nagy (Hozo, Kosa) \| \| \| 3–2 \| 43:43 – Moldovan (L. Peter, Kosa) \| \| \| 3–3 \| 49:26 – Virag (Molnar, Z. Antal) \| \| \| 3–4 \| 50:00 – Hozo (Szocs, Adorjan) \| |             |                                   |                        | Játékvezető: Ruud van Baast |
| 12 perc | Büntetések  | 10 perc                           |                        | Játékvezető: Ruud van Baast |
| 28 | Lövések     | 48                                |                        | Játékvezető: Ruud van Baast |
| 4:10 – Fu (Chen, Yin) (PP) | 1–0         |                                   |                        | Játékvezető: Ruud van Baast |
| 11:49 – Jiang (Cui, Fu) | 2–0         |                                   |                        | Játékvezető: Ruud van Baast |
| 22:06 – Chen (Cui, Fu) (PP) | 3–0         |                                   |                        | Játékvezető: Ruud van Baast |
| | 3–1         | 33:38 – C. Nagy (Hozo, Kosa)      |                        |                             |
| | 3–2         | 43:43 – Moldovan (L. Peter, Kosa) |                        |                             |
| | 3–3         | 49:26 – Virag (Molnar, Z. Antal)  |                        |                             |
| | 3–4         | 50:00 – Hozo (Szocs, Adorjan)     |                        |                             |

| 2010. április 10. 20:00 | Észtország | 17–3 (5–0, 4–2, 8–1) | Izrael | Kreenholm Ice Hall Nézőszám: 852 |

| Jegyzőkönyv | Jegyzőkönyv           | Jegyzőkönyv                          | Jegyzőkönyv                  | Jegyzőkönyv                |
| --- | --------------------- | ------------------------------------ | ---------------------------- | -------------------------- |
| | Villem-Henrik Koitmaa | Kapusok                              | Avihu Sorotzki Boris Amromin | Játékvezető: Andris Ansons |
| \| 3:31 – Makrov (Petrov, Suur) (PP) \| 1–0 \| \| \| 4:27 – Suur (Titarenko) \| 2–0 \| \| \| 6:44 – Titarenko (Nekrassov, Semjonov) (PP) \| 3–0 \| \| \| 11:31 – Titarenko (Nekrassov, Suur) \| 4–0 \| \| \| 12:26 – Kolpakov (Sibirtsev, Kaljuste) \| 5–0 \| \| \| \| 5–1 \| 20:50 – Frenkel (Sherbatov, Korotin) \| \| 23:00 – Sibirtsev (Sorokin) \| 6–1 \| \| \| 24:33 – Nekrassov (Semjonov) \| 7–1 \| \| \| \| 7–2 \| 32:15 – Sherbatov (Norman) \| \| 35:45 – Sorokin (Nekrassov) (SH) \| 8–2 \| \| \| 36:31 – Suur (Makrov, Sildre) (SH) \| 9–2 \| \| \| 42:28 – Titarenko (Kolpakov, Semjonov) \| 10–2 \| \| \| 44:02 – Petrov (Ivanov, Pankov) \| 11–2 \| \| \| 48:51 – Ivanov (Suur) \| 12–2 \| \| \| \| 12–3 \| 52:10 – Norman (Nemenoff, Frenkel) \| \| 52:30 – Makrov (Ossipov) \| 13–3 \| \| \| 52:48 – Ivanov (Makrov, Petrov) \| 14–3 \| \| \| 53:18 – Petrov (Makrov, Ivanov) \| 15–3 \| \| \| 56:43 – Suur \| 16–3 \| \| \| 59:46 – Sorokin (Makrov, Suur) \| 17–3 \| \| |                       |                                      |                              | Játékvezető: Andris Ansons |
| 8 perc | Büntetések            | 6 perc                               |                              | Játékvezető: Andris Ansons |
| 97 | Lövések               | 16                                   |                              | Játékvezető: Andris Ansons |
| 3:31 – Makrov (Petrov, Suur) (PP) | 1–0                   |                                      |                              | Játékvezető: Andris Ansons |
| 4:27 – Suur (Titarenko) | 2–0                   |                                      |                              | Játékvezető: Andris Ansons |
| 6:44 – Titarenko (Nekrassov, Semjonov) (PP) | 3–0                   |                                      |                              | Játékvezető: Andris Ansons |
| 11:31 – Titarenko (Nekrassov, Suur) | 4–0                   |                                      |                              |                            |
| 12:26 – Kolpakov (Sibirtsev, Kaljuste) | 5–0                   |                                      |                              |                            |
| | 5–1                   | 20:50 – Frenkel (Sherbatov, Korotin) |                              |                            |
| 23:00 – Sibirtsev (Sorokin) | 6–1                   |                                      |                              |                            |
| 24:33 – Nekrassov (Semjonov) | 7–1                   |                                      |                              |                            |
| | 7–2                   | 32:15 – Sherbatov (Norman)           |                              |                            |
| 35:45 – Sorokin (Nekrassov) (SH) | 8–2                   |                                      |                              |                            |
| 36:31 – Suur (Makrov, Sildre) (SH) | 9–2                   |                                      |                              |                            |
| 42:28 – Titarenko (Kolpakov, Semjonov) | 10–2                  |                                      |                              |                            |
| 44:02 – Petrov (Ivanov, Pankov) | 11–2                  |                                      |                              |                            |
| 48:51 – Ivanov (Suur) | 12–2                  |                                      |                              |                            |
| | 12–3                  | 52:10 – Norman (Nemenoff, Frenkel)   |                              |                            |
| 52:30 – Makrov (Ossipov) | 13–3                  |                                      |                              |                            |
| 52:48 – Ivanov (Makrov, Petrov) | 14–3                  |                                      |                              |                            |
| 53:18 – Petrov (Makrov, Ivanov) | 15–3                  |                                      |                              |                            |
| 56:43 – Suur | 16–3                  |                                      |                              |                            |
| 59:46 – Sorokin (Makrov, Suur) | 17–3                  |                                      |                              |                            |

| 2010. április 11. 13:00 | Románia | 8–3 (2–0, 2–1, 4–2) | Izland | Kreenholm Ice Hall Nézőszám: 88 |

| Jegyzőkönyv | Jegyzőkönyv            | Jegyzőkönyv                                     | Jegyzőkönyv     | Jegyzőkönyv                  |
| --- | ---------------------- | ----------------------------------------------- | --------------- | ---------------------------- |
| | Adrian Catrinoi Cornea | Kapusok                                         | Dennis Hedstrom | Játékvezető: Pawel Meszynski |
| \| 5:15 – Virag \| 1–0 \| \| \| 8:56 – Virag (Antal) \| 2–0 \| \| \| 29:57 – Antal (Molnar, Virag) \| 3–0 \| \| \| 31:43 – Goga (L. Peter) \| 4–0 \| \| \| \| 4–1 \| 39:03 – R. Hedstrom (Magnusson, Alengaard) (PP) \| \| 42:36 – I. Nagy (Molnar) \| 5–1 \| \| \| 43:56 – Zsok (Basilidesz, Mihaly) \| 6–1 \| \| \| \| 6–2 \| 45:35 – Alengaard (Maack) \| \| \| 6–3 \| 52:36 – Thormodsson (Magnusson) (PP) \| \| 55:10 – Molnar (Hozo) \| 7–3 \| \| \| 59:49 – Papp (Mihaly, Zsok) \| 8–3 \| \| |                        |                                                 |                 | Játékvezető: Pawel Meszynski |
| 24 perc | Büntetések             | 20 perc                                         |                 | Játékvezető: Pawel Meszynski |
| 59 | Lövések                | 23                                              |                 | Játékvezető: Pawel Meszynski |
| 5:15 – Virag | 1–0                    |                                                 |                 | Játékvezető: Pawel Meszynski |
| 8:56 – Virag (Antal) | 2–0                    |                                                 |                 | Játékvezető: Pawel Meszynski |
| 29:57 – Antal (Molnar, Virag) | 3–0                    |                                                 |                 | Játékvezető: Pawel Meszynski |
| 31:43 – Goga (L. Peter) | 4–0                    |                                                 |                 |                              |
| | 4–1                    | 39:03 – R. Hedstrom (Magnusson, Alengaard) (PP) |                 |                              |
| 42:36 – I. Nagy (Molnar) | 5–1                    |                                                 |                 |                              |
| 43:56 – Zsok (Basilidesz, Mihaly) | 6–1                    |                                                 |                 |                              |
| | 6–2                    | 45:35 – Alengaard (Maack)                       |                 |                              |
| | 6–3                    | 52:36 – Thormodsson (Magnusson) (PP)            |                 |                              |
| 55:10 – Molnar (Hozo) | 7–3                    |                                                 |                 |                              |
| 59:49 – Papp (Mihaly, Zsok) | 8–3                    |                                                 |                 |                              |

| 2010. április 11. 16:30 | Izrael | 4–5 (0–1, 3–3, 1–1) | Új-Zéland | Kreenholm Ice Hall |

| Jegyzőkönyv | Jegyzőkönyv    | Jegyzőkönyv                      | Jegyzőkönyv  | Jegyzőkönyv                 |
| --- | -------------- | -------------------------------- | ------------ | --------------------------- |
| | Avihu Sorotzki | Kapusok                          | Zak Nothling | Játékvezető: Ruud van Baast |
| \| \| 0–1 \| 19:39 – Huber (Eaden, Speirs) \| \| 23:20 – Sherbatov (Belo, Frenkel) \| 1–1 \| \| \| 24:43 – Spivak (Sherbatov, Levy) (PP) \| 2–1 \| \| \| 26:07 – Revniaga (Norman, Belo) \| 3–1 \| \| \| \| 3–2 \| 30:20 – Wannamaker (Down, Huber) \| \| \| 3–3 \| 33:36 – Wannamaker (Hay, Haines) \| \| \| 3–4 \| 39:33 – Eaden (Speirs, Idoine) \| \| 47:47 – Frenkel (Levy, Sherbatov) \| 4–4 \| \| \| \| 4–5 \| 52:50 – Eaden (Speirs, Huber) \| |                |                                  |              | Játékvezető: Ruud van Baast |
| 10 perc | Büntetések     | 10 perc                          |              | Játékvezető: Ruud van Baast |
| 40 | Lövések        | 49                               |              | Játékvezető: Ruud van Baast |
| | 0–1            | 19:39 – Huber (Eaden, Speirs)    |              | Játékvezető: Ruud van Baast |
| 23:20 – Sherbatov (Belo, Frenkel) | 1–1            |                                  |              | Játékvezető: Ruud van Baast |
| 24:43 – Spivak (Sherbatov, Levy) (PP) | 2–1            |                                  |              | Játékvezető: Ruud van Baast |
| 26:07 – Revniaga (Norman, Belo) | 3–1            |                                  |              |                             |
| | 3–2            | 30:20 – Wannamaker (Down, Huber) |              |                             |
| | 3–3            | 33:36 – Wannamaker (Hay, Haines) |              |                             |
| | 3–4            | 39:33 – Eaden (Speirs, Idoine)   |              |                             |
| 47:47 – Frenkel (Levy, Sherbatov) | 4–4            |                                  |              |                             |
| | 4–5            | 52:50 – Eaden (Speirs, Huber)    |              |                             |

| 2010. április 11. 20:00 | Észtország | 15–0 (5–0, 6–0, 4–0) | Kína | Kreenholm Ice Hall Nézőszám: 1267 |

| Jegyzőkönyv | Jegyzőkönyv   | Jegyzőkönyv | Jegyzőkönyv | Jegyzőkönyv             |
| --- | ------------- | ----------- | ----------- | ----------------------- |
| | Mark Rajevski | Kapusok     | Xue Liu     | Játékvezető: Asger Krog |
| \| 2:15 – Nekrassov (Titarenko, Semjonov) \| 1–0 \| \| \| 2:35 – Makrov (Ossipov) \| 2–0 \| \| \| 10:27 – Petrov (Makrov, Ivanov) \| 3–0 \| \| \| 12:16 – Makrov (Kolpakov) \| 4–0 \| \| \| 16:43 – Makrov (Petrov) \| 5–0 \| \| \| 20:51 – Makrov (Ivanov, Suur) (PP) \| 6–0 \| \| \| 22:02 – Rooba (SH) \| 7–0 \| \| \| 24:28 – Ivanov (Makrov, Petrov) \| 8–0 \| \| \| 29:16 – Suur (Petrov, Ivanov) (PP) \| 9–0 \| \| \| 37:43 – Semjonov (Sildre, Titarenko) (PP) \| 10–0 \| \| \| 39:43 – Makrov (Suur) (PP) \| 11–0 \| \| \| 46:43 – Suur (Petrov) (PP) \| 12–0 \| \| \| 50:35 – Ossipov \| 13–0 \| \| \| 53:14 – Petrov (Makrov, Suur) \| 14–0 \| \| \| 54:14 – Ossipov (PP) \| 15–0 \| \| |               |             |             | Játékvezető: Asger Krog |
| 18 perc | Büntetések    | 32 perc     |             | Játékvezető: Asger Krog |
| 71 | Lövések       | 21          |             | Játékvezető: Asger Krog |
| 2:15 – Nekrassov (Titarenko, Semjonov) | 1–0           |             |             | Játékvezető: Asger Krog |
| 2:35 – Makrov (Ossipov) | 2–0           |             |             | Játékvezető: Asger Krog |
| 10:27 – Petrov (Makrov, Ivanov) | 3–0           |             |             | Játékvezető: Asger Krog |
| 12:16 – Makrov (Kolpakov) | 4–0           |             |             |                         |
| 16:43 – Makrov (Petrov) | 5–0           |             |             |                         |
| 20:51 – Makrov (Ivanov, Suur) (PP) | 6–0           |             |             |                         |
| 22:02 – Rooba (SH) | 7–0           |             |             |                         |
| 24:28 – Ivanov (Makrov, Petrov) | 8–0           |             |             |                         |
| 29:16 – Suur (Petrov, Ivanov) (PP) | 9–0           |             |             |                         |
| 37:43 – Semjonov (Sildre, Titarenko) (PP) | 10–0          |             |             |                         |
| 39:43 – Makrov (Suur) (PP) | 11–0          |             |             |                         |
| 46:43 – Suur (Petrov) (PP) | 12–0          |             |             |                         |
| 50:35 – Ossipov | 13–0          |             |             |                         |
| 53:14 – Petrov (Makrov, Suur) | 14–0          |             |             |                         |
| 54:14 – Ossipov (PP) | 15–0          |             |             |                         |

| 2010. április 13. 13:00 | Románia | 20–0 (7–0, 8–0, 5–0) | Izrael | Kreenholm Ice Hall Nézőszám: 87 |

| Jegyzőkönyv | Jegyzőkönyv   | Jegyzőkönyv | Jegyzőkönyv                  | Jegyzőkönyv             |
| --- | ------------- | ----------- | ---------------------------- | ----------------------- |
| | Rajmond Fulop | Kapusok     | Avihu Sorotzki Boris Amromin | Játékvezető: Asger Krog |
| \| 4:06 – Virag (I. Antal, Molnar) \| 1–0 \| \| \| 5:05 – Szocs (Basildesz) (SH) \| 2–0 \| \| \| 8:53 – Molnar (Z. Antal, I, Antal) \| 3–0 \| \| \| 10:34 – Basilidesz \| 4–0 \| \| \| 12:29 – Timaru (Moldovan) (SH) \| 5–0 \| \| \| 18:04 – Z. Antal (Szocs) (SH) \| 6–0 \| \| \| 19:27 – Gliga (R. Peter, I Nagy) \| 7–0 \| \| \| 22:37 – Timaru (L. Peter, Moldovan) \| 8–0 \| \| \| 23:09 – Z. Antal (Adorjan) \| 9–0 \| \| \| 25:52 – Basilidesz (Zsok, Mihaly) (PP) \| 10–0 \| \| \| 26:26 – Moldovan (Adorjan, L. Peter) \| 11–0 \| \| \| 29:39 – C. Nagy (Adorjan, I. Antal) \| 12–0 \| \| \| 36:01 – Gliga \| 13–0 \| \| \| 37:48 – Moldovan (I. Nagy) \| 14–0 \| \| \| 39:34 – I. Antal (Virag) \| 15–0 \| \| \| 41:15 – Mihaly \| 16–0 \| \| \| 43:57 – Virag (Adorjan) \| 17–0 \| \| \| 45:07 – Gliga (R. Peter) (PP) \| 18–0 \| \| \| 46:03 – Basilidesz (Zsok) (PP) \| 19–0 \| \| \| 48:48 – R. Peter (Gliga, Hozo) \| 20–0 \| \| |               |             |                              | Játékvezető: Asger Krog |
| 14 perc | Büntetések    | 22 perc     |                              | Játékvezető: Asger Krog |
| 90 | Lövések       | 14          |                              | Játékvezető: Asger Krog |
| 4:06 – Virag (I. Antal, Molnar) | 1–0           |             |                              | Játékvezető: Asger Krog |
| 5:05 – Szocs (Basildesz) (SH) | 2–0           |             |                              | Játékvezető: Asger Krog |
| 8:53 – Molnar (Z. Antal, I, Antal) | 3–0           |             |                              | Játékvezető: Asger Krog |
| 10:34 – Basilidesz | 4–0           |             |                              |                         |
| 12:29 – Timaru (Moldovan) (SH) | 5–0           |             |                              |                         |
| 18:04 – Z. Antal (Szocs) (SH) | 6–0           |             |                              |                         |
| 19:27 – Gliga (R. Peter, I Nagy) | 7–0           |             |                              |                         |
| 22:37 – Timaru (L. Peter, Moldovan) | 8–0           |             |                              |                         |
| 23:09 – Z. Antal (Adorjan) | 9–0           |             |                              |                         |
| 25:52 – Basilidesz (Zsok, Mihaly) (PP) | 10–0          |             |                              |                         |
| 26:26 – Moldovan (Adorjan, L. Peter) | 11–0          |             |                              |                         |
| 29:39 – C. Nagy (Adorjan, I. Antal) | 12–0          |             |                              |                         |
| 36:01 – Gliga | 13–0          |             |                              |                         |
| 37:48 – Moldovan (I. Nagy) | 14–0          |             |                              |                         |
| 39:34 – I. Antal (Virag) | 15–0          |             |                              |                         |
| 41:15 – Mihaly | 16–0          |             |                              |                         |
| 43:57 – Virag (Adorjan) | 17–0          |             |                              |                         |
| 45:07 – Gliga (R. Peter) (PP) | 18–0          |             |                              |                         |
| 46:03 – Basilidesz (Zsok) (PP) | 19–0          |             |                              |                         |
| 48:48 – R. Peter (Gliga, Hozo) | 20–0          |             |                              |                         |

| 2010. április 13. 16:30 | Kína | 1–3 (0–0, 0–1, 1–2) | Izland | Kreenholm Ice Hall Nézőszám: 134 |

| Jegyzőkönyv | Jegyzőkönyv | Jegyzőkönyv                                 | Jegyzőkönyv     | Jegyzőkönyv                |
| --- | ----------- | ------------------------------------------- | --------------- | -------------------------- |
| | Xue Liu     | Kapusok                                     | Dennis Hedstrom | Játékvezető: Andris Ansons |
| \| \| 0–1 \| 38:40 – Gislason (Aedel) \| \| \| 0–2 \| 45:34 – Mikaelsson (Alengaard) \| \| \| 0–3 \| 48:22 – Alengaard (Hedstrom, Jonsson) (PP2) \| \| 54:27 – Yin (Li, Cui) (PP) \| 1–3 \| \| |             |                                             |                 | Játékvezető: Andris Ansons |
| 49 perc | Büntetések  | 26 perc                                     |                 | Játékvezető: Andris Ansons |
| 27 | Lövések     | 49                                          |                 | Játékvezető: Andris Ansons |
| | 0–1         | 38:40 – Gislason (Aedel)                    |                 | Játékvezető: Andris Ansons |
| | 0–2         | 45:34 – Mikaelsson (Alengaard)              |                 | Játékvezető: Andris Ansons |
| | 0–3         | 48:22 – Alengaard (Hedstrom, Jonsson) (PP2) |                 | Játékvezető: Andris Ansons |
| 54:27 – Yin (Li, Cui) (PP) | 1–3         |                                             |                 |                            |

| 2010. április 13. 20:00 | Észtország | 17–0 (3–0, 8–0, 6–0) | Új-Zéland | Kreenholm Ice Hall |

| Jegyzőkönyv | Jegyzőkönyv   | Jegyzőkönyv | Jegyzőkönyv  | Jegyzőkönyv                  |
| --- | ------------- | ----------- | ------------ | ---------------------------- |
| | Mark Rajevski | Kapusok     | Zak Nothling | Játékvezető: Pawel Meszynski |
| \| 1:41 – Semjonov (Titarenko) (PP) \| 1–0 \| \| \| 3:40 – Makrov (Petrov) \| 2–0 \| \| \| 12:10 – Nekrassov (Ossipov, Titarenko) \| 3–0 \| \| \| 29:13 – Kolpakov (Semjonov, Karik) \| 4–0 \| \| \| 31:30 – Petrov (Makrov, Ossipov) (PP) \| 5–0 \| \| \| 32:08 – Kaljuste (Suvaoja) \| 6–0 \| \| \| 32:28 – Makrov (Semjonov, Suur) \| 7–0 \| \| \| 34:02 – Nekrassov (Kolpakov) \| 8–0 \| \| \| 34:59 – Rooba (Makrov, Ossipov) \| 9–0 \| \| \| 39:17 – Semjonov (Sildre, Pankov) \| 10–0 \| \| \| 39:33 – Pankov (Karik) \| 11–0 \| \| \| 43:48 – Suvaoja (Kolpakov) \| 12–0 \| \| \| 53:30 – Suvaoja (Semjonov, Suur) \| 13–0 \| \| \| 54:38 – Semjonov (Sibrtsev) \| 14–0 \| \| \| 55:08 – Nekrassov (Rooba) \| 15–0 \| \| \| 55:47 – Nekrassov (Karik, Rooba) \| 16–0 \| \| \| 59:13 – Makrov (Suur) (PP) \| 17–0 \| \| |               |             |              | Játékvezető: Pawel Meszynski |
| 16 perc | Büntetések    | 18 perc     |              | Játékvezető: Pawel Meszynski |
| 88 | Lövések       | 22          |              | Játékvezető: Pawel Meszynski |
| 1:41 – Semjonov (Titarenko) (PP) | 1–0           |             |              | Játékvezető: Pawel Meszynski |
| 3:40 – Makrov (Petrov) | 2–0           |             |              | Játékvezető: Pawel Meszynski |
| 12:10 – Nekrassov (Ossipov, Titarenko) | 3–0           |             |              | Játékvezető: Pawel Meszynski |
| 29:13 – Kolpakov (Semjonov, Karik) | 4–0           |             |              |                              |
| 31:30 – Petrov (Makrov, Ossipov) (PP) | 5–0           |             |              |                              |
| 32:08 – Kaljuste (Suvaoja) | 6–0           |             |              |                              |
| 32:28 – Makrov (Semjonov, Suur) | 7–0           |             |              |                              |
| 34:02 – Nekrassov (Kolpakov) | 8–0           |             |              |                              |
| 34:59 – Rooba (Makrov, Ossipov) | 9–0           |             |              |                              |
| 39:17 – Semjonov (Sildre, Pankov) | 10–0          |             |              |                              |
| 39:33 – Pankov (Karik) | 11–0          |             |              |                              |
| 43:48 – Suvaoja (Kolpakov) | 12–0          |             |              |                              |
| 53:30 – Suvaoja (Semjonov, Suur) | 13–0          |             |              |                              |
| 54:38 – Semjonov (Sibrtsev) | 14–0          |             |              |                              |
| 55:08 – Nekrassov (Rooba) | 15–0          |             |              |                              |
| 55:47 – Nekrassov (Karik, Rooba) | 16–0          |             |              |                              |
| 59:13 – Makrov (Suur) (PP) | 17–0          |             |              |                              |

| 2010. április 14. 13:00 | Izrael | 2–7 (2–2, 0–1, 0–4) | Kína | Kreenholm Ice Hall Nézőszám: 104 |

| Jegyzőkönyv | Jegyzőkönyv    | Jegyzőkönyv                          | Jegyzőkönyv | Jegyzőkönyv                  |
| --- | -------------- | ------------------------------------ | ----------- | ---------------------------- |
| | Avihu Sorotzki | Kapusok                              | Ming Xie    | Játékvezető: Pawel Meszynski |
| \| 8:44 – Sherbatov (Frenkel) (PP) \| 1–0 \| \| \| \| 1–1 \| 10:38 – Guo (Lang, Wang) \| \| 11:24 – Frenkel (Spivak) \| 2–1 \| \| \| \| 2–2 \| 13:28 – Cui (L. Chen, Li) (PP) \| \| \| 2–3 \| 37:43 – Yin (Qu) \| \| \| 2–4 \| 41:48 – Fu (Li, Cui) \| \| \| 2–5 \| 55:45 – Li (Wang) \| \| \| 2–6 \| 56:44 – Wang (L. Chen, Z. Chen) (PP) \| \| \| 2–7 \| 57:44 – Yin (Fu, Li) \| |                |                                      |             | Játékvezető: Pawel Meszynski |
| 16 perc | Büntetések     | 20 perc                              |             | Játékvezető: Pawel Meszynski |
| 31 | Lövések        | 40                                   |             | Játékvezető: Pawel Meszynski |
| 8:44 – Sherbatov (Frenkel) (PP) | 1–0            |                                      |             | Játékvezető: Pawel Meszynski |
| | 1–1            | 10:38 – Guo (Lang, Wang)             |             | Játékvezető: Pawel Meszynski |
| 11:24 – Frenkel (Spivak) | 2–1            |                                      |             | Játékvezető: Pawel Meszynski |
| | 2–2            | 13:28 – Cui (L. Chen, Li) (PP)       |             |                              |
| | 2–3            | 37:43 – Yin (Qu)                     |             |                              |
| | 2–4            | 41:48 – Fu (Li, Cui)                 |             |                              |
| | 2–5            | 55:45 – Li (Wang)                    |             |                              |
| | 2–6            | 56:44 – Wang (L. Chen, Z. Chen) (PP) |             |                              |
| | 2–7            | 57:44 – Yin (Fu, Li)                 |             |                              |

| 2010. április 14. 16:30 | Új-Zéland | 1–14 (0–2, 1–8, 0–4) | Románia | Kreenholm Ice Hall Nézőszám: 147 |

| Jegyzőkönyv | Jegyzőkönyv  | Jegyzőkönyv                          | Jegyzőkönyv                          | Jegyzőkönyv                |
| --- | ------------ | ------------------------------------ | ------------------------------------ | -------------------------- |
| | Zak Nothling | Kapusok                              | Adrian Catrinoi Cornea Rajmond Fulop | Játékvezető: Andris Ansons |
| \| \| 0–1 \| 3:04 – Molnar (PS) \| \| \| 0–2 \| 4:17 – Mihaly (Moldovan, Adorjan) \| \| \| 0–3 \| 21:07 – R. Peter (Z. Antal, Hozo) \| \| \| 0–4 \| 23:06 – C. Nagy (Moldovan, L. Peter) \| \| \| 0–5 \| 23:25 – Timaru (C. Nagy, L. Peter) \| \| 23:44 – Speirs (Eaden, Down) \| 1–5 \| \| \| \| 1–6 \| 25:54 – Timaru (L. Peter, Virag) \| \| \| 1–7 \| 27:33 – Molnar (Virag, C. Nagy) \| \| \| 1–8 \| 28:58 – Mihaly (Moldovan) \| \| \| 1–9 \| 32:27 – Virag (I. Antal, Z. Antal) \| \| \| 1–10 \| 38:07 – Mihaly (Zsok, Badilidesz) \| \| \| 1–11 \| 43:25 – Mihaly (Adorjan, Fulop) \| \| \| 1–12 \| 45:57 – Gliga (R. Peter, I. Nagy) \| \| \| 1–13 \| 48:44 – Timaru (I. Antal) (PP) \| \| \| 1–14 \| 51:45 – R. Peter (Szocs, Gliga) \| |              |                                      |                                      | Játékvezető: Andris Ansons |
| 8 perc | Büntetések   | 10 perc                              |                                      | Játékvezető: Andris Ansons |
| 19 | Lövések      | 57                                   |                                      | Játékvezető: Andris Ansons |
| | 0–1          | 3:04 – Molnar (PS)                   |                                      | Játékvezető: Andris Ansons |
| | 0–2          | 4:17 – Mihaly (Moldovan, Adorjan)    |                                      | Játékvezető: Andris Ansons |
| | 0–3          | 21:07 – R. Peter (Z. Antal, Hozo)    |                                      | Játékvezető: Andris Ansons |
| | 0–4          | 23:06 – C. Nagy (Moldovan, L. Peter) |                                      |                            |
| | 0–5          | 23:25 – Timaru (C. Nagy, L. Peter)   |                                      |                            |
| 23:44 – Speirs (Eaden, Down) | 1–5          |                                      |                                      |                            |
| | 1–6          | 25:54 – Timaru (L. Peter, Virag)     |                                      |                            |
| | 1–7          | 27:33 – Molnar (Virag, C. Nagy)      |                                      |                            |
| | 1–8          | 28:58 – Mihaly (Moldovan)            |                                      |                            |
| | 1–9          | 32:27 – Virag (I. Antal, Z. Antal)   |                                      |                            |
| | 1–10         | 38:07 – Mihaly (Zsok, Badilidesz)    |                                      |                            |
| | 1–11         | 43:25 – Mihaly (Adorjan, Fulop)      |                                      |                            |
| | 1–12         | 45:57 – Gliga (R. Peter, I. Nagy)    |                                      |                            |
| | 1–13         | 48:44 – Timaru (I. Antal) (PP)       |                                      |                            |
| | 1–14         | 51:45 – R. Peter (Szocs, Gliga)      |                                      |                            |

| 2010. április 14. 20:00 | Izland | 1–6 (1–3, 0–1, 0–2) | Észtország | Kreenholm Ice Hall Nézőszám: 683 |

| Jegyzőkönyv | Jegyzőkönyv     | Jegyzőkönyv                           | Jegyzőkönyv   | Jegyzőkönyv                 |
| --- | --------------- | ------------------------------------- | ------------- | --------------------------- |
| | Aevar Bjornsson | Kapusok                               | Mark Rajevski | Játékvezető: Ruud van Baast |
| \| \| 0–1 \| 6:15 – Rooba (Sorokin) (SH) \| \| 7:20 – Hedstrom (Mikaelsson, Alengaard) (PP) \| 1–1 \| \| \| \| 1–2 \| 16:01 – Titarenko (Makrov, Suur) (PP) \| \| \| 1–3 \| 19:54 – Sildre (Suur, Makrov) \| \| \| 1–4 \| 24:55 – Makrov (Sildre, Petrov) \| \| \| 1–5 \| 51:02 – Sildre (Makrov, Petrov) \| \| \| 1–6 \| 54:04 – Sorokin (Makrov, Sildre) (PP) \| |                 |                                       |               | Játékvezető: Ruud van Baast |
| 12 perc | Büntetések      | 10 perc                               |               | Játékvezető: Ruud van Baast |
| 28 | Lövések         | 59                                    |               | Játékvezető: Ruud van Baast |
| | 0–1             | 6:15 – Rooba (Sorokin) (SH)           |               | Játékvezető: Ruud van Baast |
| 7:20 – Hedstrom (Mikaelsson, Alengaard) (PP) | 1–1             |                                       |               | Játékvezető: Ruud van Baast |
| | 1–2             | 16:01 – Titarenko (Makrov, Suur) (PP) |               | Játékvezető: Ruud van Baast |
| | 1–3             | 19:54 – Sildre (Suur, Makrov)         |               |                             |
| | 1–4             | 24:55 – Makrov (Sildre, Petrov)       |               |                             |
| | 1–5             | 51:02 – Sildre (Makrov, Petrov)       |               |                             |
| | 1–6             | 54:04 – Sorokin (Makrov, Sildre) (PP) |               |                             |

| 2010. április 16. 13:00 | Kína | 1–2 (0–1, 1–0, 0–1) | Új-Zéland | Kreenholm Ice Hall Nézőszám: 83 |

| Jegyzőkönyv | Jegyzőkönyv | Jegyzőkönyv                        | Jegyzőkönyv  | Jegyzőkönyv                 |
| --- | ----------- | ---------------------------------- | ------------ | --------------------------- |
| | Ming Xie    | Kapusok                            | Zak Nothling | Játékvezető: Ruud van Baast |
| \| \| 0–1 \| 4:54 – Huber (Haines, Eden) \| \| 33:00 – Wang (Zhang, Chen) (PP) \| 1–1 \| \| \| \| 1–2 \| 47:40 – Speirs (Eaden, Down) (PP2) \| |             |                                    |              | Játékvezető: Ruud van Baast |
| 6 perc | Büntetések  | 31 perc                            |              | Játékvezető: Ruud van Baast |
| 35 | Lövések     | 21                                 |              | Játékvezető: Ruud van Baast |
| | 0–1         | 4:54 – Huber (Haines, Eden)        |              | Játékvezető: Ruud van Baast |
| 33:00 – Wang (Zhang, Chen) (PP) | 1–1         |                                    |              | Játékvezető: Ruud van Baast |
| | 1–2         | 47:40 – Speirs (Eaden, Down) (PP2) |              | Játékvezető: Ruud van Baast |

| 2010. április 16. 16:30 | Izland | 6–2 (3–0, 1–2, 2–0) | Izrael | Kreenholm Ice Hall Nézőszám: 97 |

| Jegyzőkönyv | Jegyzőkönyv     | Jegyzőkönyv                    | Jegyzőkönyv    | Jegyzőkönyv                  |
| --- | --------------- | ------------------------------ | -------------- | ---------------------------- |
| | Dennis Hedstrom | Kapusok                        | Avihu Sorotzki | Játékvezető: Pawel Meszynski |
| \| 0:17 – Alengaard (Mikaelsson) \| 1–0 \| \| \| 7:09 – Alengaard (Jonsson) \| 2–0 \| \| \| 19:36 – Alengaard \| 3–0 \| \| \| \| 3–1 \| 20:38 – Frenkel (Levy, Avneri) \| \| \| 3–2 \| 31:32 – Frenkel (Korotin) \| \| 37:27 – Alengaard (Arnason) (PP) \| 4–2 \| \| \| 43:38 – R. Hedstrom (Alengaard) \| 5–2 \| \| \| 55:07 – R. Hedstrom (Alengaard, Mikaelsson) (PP) \| 6–2 \| \| |                 |                                |                | Játékvezető: Pawel Meszynski |
| 12 perc | Büntetések      | 18 perc                        |                | Játékvezető: Pawel Meszynski |
| 48 | Lövések         | 26                             |                | Játékvezető: Pawel Meszynski |
| 0:17 – Alengaard (Mikaelsson) | 1–0             |                                |                | Játékvezető: Pawel Meszynski |
| 7:09 – Alengaard (Jonsson) | 2–0             |                                |                | Játékvezető: Pawel Meszynski |
| 19:36 – Alengaard | 3–0             |                                |                | Játékvezető: Pawel Meszynski |
| | 3–1             | 20:38 – Frenkel (Levy, Avneri) |                |                              |
| | 3–2             | 31:32 – Frenkel (Korotin)      |                |                              |
| 37:27 – Alengaard (Arnason) (PP) | 4–2             |                                |                |                              |
| 43:38 – R. Hedstrom (Alengaard) | 5–2             |                                |                |                              |
| 55:07 – R. Hedstrom (Alengaard, Mikaelsson) (PP) | 6–2             |                                |                |                              |

| 2010. április 16. 20:00 | Románia | 1–7 (0–2, 1–4, 0–1) | Észtország | Kreenholm Ice Hall |

| Jegyzőkönyv | Jegyzőkönyv                          | Jegyzőkönyv                        | Jegyzőkönyv   | Jegyzőkönyv             |
| --- | ------------------------------------ | ---------------------------------- | ------------- | ----------------------- |
| | Adrian Catrinoi Cornea Rajmond Fulop | Kapusok                            | Mark Rajevski | Játékvezető: Asger Krog |
| \| \| 0–1 \| 9:59 – Makrov (Ivanov) \| \| \| 0–2 \| 17:16 – Makrov (Ivanov) \| \| \| 0–3 \| 22:55 – Petrov (Suur, Makrov) (PP) \| \| \| 0–4 \| 23:05 – Semjonov (Sildre) \| \| \| 0–5 \| 23:21 – Makrov (Ivanov, Petrov) \| \| \| 0–6 \| 30:01 – Ivanov (Petrov) \| \| 36:33 – Hozo (R. Peter, Szocs) (PP) \| 1–6 \| \| \| \| 1–7 \| 53:57 – Nekrassov (Kolpakov) \| |                                      |                                    |               | Játékvezető: Asger Krog |
| 24 perc | Büntetések                           | 37 perc                            |               | Játékvezető: Asger Krog |
| 18 | Lövések                              | 49                                 |               | Játékvezető: Asger Krog |
| | 0–1                                  | 9:59 – Makrov (Ivanov)             |               | Játékvezető: Asger Krog |
| | 0–2                                  | 17:16 – Makrov (Ivanov)            |               | Játékvezető: Asger Krog |
| | 0–3                                  | 22:55 – Petrov (Suur, Makrov) (PP) |               | Játékvezető: Asger Krog |
| | 0–4                                  | 23:05 – Semjonov (Sildre)          |               |                         |
| | 0–5                                  | 23:21 – Makrov (Ivanov, Petrov)    |               |                         |
| | 0–6                                  | 30:01 – Ivanov (Petrov)            |               |                         |
| 36:33 – Hozo (R. Peter, Szocs) (PP) | 1–6                                  |                                    |               |                         |
| | 1–7                                  | 53:57 – Nekrassov (Kolpakov)       |               |                         |